# Buthéric
Buthéric (en latin : Buthericus) est un officier militaire romain d'origine gothique de la fin du ive siècle, actif pendant le règne de l'empereur Théodose Ier. 
Commandant des troupes d'Illyrie (magister militum per illyricum), il fait emprisonner en 390 à Thessalonique un aurige coupable d'entretenir des relations homosexuelles, interdites par une loi récente, avec un jeune domestique. Les habitants de Thessalonique demandent bientôt sa libération car des courses de chars doivent se dérouler dans l'hippodrome. N'ayant pu l'obtenir, ils deviennent furieux et provoquent une émeute dans la ville : plusieurs officiers sont tués à coups de pierres et Buthéric perd lui-même la vie et son cadavre est traîné dans les rues. 
En apprenant cet acte, l'empereur, fou de colère, ordonne des représailles immédiates ; des soldats goths sont envoyés à Thessalonique pour punir les émeutiers : 7 000 personnes seront massacrées. 

## Source primaire
- Sozomène, Histoire ecclésiastique, VII, 25.